# Богомазов, Александр Константинович
Александр Константинович Богомазов (14 [26] марта 1880, Янков Рог, Харьковская губерния — 3 июня 1930, Киев) — украинский художник, видный представитель и теоретик украинского и мирового художественного авангарда, преподаватель живописи. Александра Богомазова называли «украинским Пикассо». В своём творчестве он прошёл несколько периодов, самыми заметным из которых стали кубофутуризм (1913—1917) и авангардизм (1920—1930). Теоретическое наследие художника включает в себя статьи, аналитические схемы экспериментального характера, рабочие педагогические программы, центральное место в нём занимает труд «Живопись и элементы» (1914).

## Биография

### Юные годы
Родился 14 (26) марта 1880 года в селе Янков Рог Харьковской губернии (по другим данным — в селе Ямполь Черниговской губернии) вторым ребёнком в семье Константина и Анисии Богомазовых. С 1896 по 1902 год он учился в Херсонском земском сельскохозяйственном училище. В 1902 году Богомазов, против воли отца, поступил в Киевское художественное училище, где тесно общался с Александром Архипенко и Александрой Экстер. В 1905 году, за участие в политических демонстрациях и забастовках, он был исключен из училища, после чего поступил на учёбу в частную студию профессора Сергея Свитославского, и уже в 1906 году провёл свою первую выставку в Киеве вместе с Александром Архипенко. В том же году Богомазов переехал в Москву, где учился и работал в мастерских Фёдора Рерберга и Константина Юона.
В 1907 году вернулся в Киев, став регулярно участвовать в выставках, в том числе в Товариществе русских художников и Обществе независимых художников. В 1908 году Богомазов возобновил учёбу в Киевском художественном училище, начал работу в газете «Киевская мысль», и в том же году принял участие вместе с Давидом Бурлюком, Владимиром Бурлюком, Михаилом Ларионовым в киевской новаторской выставке «Звено».

### Творчество
16 мая 1911 года окончил Киевское художественное училище, и год спустя отправился в Великое княжество Финляндское в качестве корреспондента «Киевская мысль». Там он написал серию пейзажных этюдов, в которых изобразил обобщенно-романтизированный образ финской природы, и большинство из этих работ были опубликованы в «Киевской мысли». Через год после этой поездки Богомазов женился на художнице Ванде Витольдовне Монастырской, своей однокурснице по Киевскому художественному училищу, с которой к этому времени уже был близок пять лет.
В 1914 году вместе с Александрой Экстер он организовал объединение художников кубофутуристичиского направления «Кольцо», и в марте того же года в Киеве прошла первая выставка группы, в которой приняли участие авангардисты Евгений Конопацкий и Георгий Курнаков. В журнале «Муза» выставку назвали «новым словом в художественной жизни Киева», но в том же году группа «Кольцо» распалась. Благодаря Экстер Богомазов внимательно изучил творчество итальянских футуристов, которые оказали значительное влияние на его творчество. К тому времени художник прошел через все типичные для своего времени течения: реализм, импрессионизм, немного дольше задержался на символизме. Увлечение последним направлением сформировалось под влиянием Оскара Уайльда и Кнута Гамсуна, художественного объединения «Голубой розы» и художественного и литературно-критического журнала «Золотое руно». этот период Богомазов писал голубовато-призрачные акварели, а также стихи о грезах, туманной осени и смерти.
В том же 1914 году художник обобщил свои рассуждения об отношении искусства к реальности в теоретическом трактате «Живопись и элементы», который состоит из десяти самостоятельных глав, каждая из которых посвящена основным составляющим искусства живописи. В своей работе Богомазов анализировал соотношения между видимой и отображаемой реальностью, взаимодействие структурных элементов картины в восприятии зрителем — точек, линий, основных геометрических фигур, цветов и ритмов, а также поиски новых путей живописного творчества. Свою работу, написанную в селе Боярка под Киевом, он посвятил своей жене и вдохновительнице Ванде. Отрывки из трактата были опубликованы в каталоге выставки в Тулузе «Alexander Bogomazov. Centre régional d’art contemporain Midi-Pyrénées, Toulouse», а полностью трактат впервые увидел свет в 1996 году в Киеве в двуязычном украинско-английском издании «Олександр Богомазов. Живопис та елементи».
В 1915 году Богомазов переехал на Кавказ, где работал учителем и художником в местечке Герюсы в Нагорном Карабахе. В 1917 году художник вернулся в Киев, где начал преподавание художественных дисциплин в Золотоношском коммерческом училище, Киевской художественно-ремесленной школе-мастерской печати и Боярской начальной школе. 9 июня 1918 году он выступил на съезде деятелей украинского искусства с программным докладом «Основные задачи развития искусства живописи на Украине». В 1919 году художник преподавал в Первой государственной студии живописи и декоративного искусства в Киеве.

### Поздняя жизнь
С 1919 по 1920 год Богомазов возглавлял отдел художественного образования во Всеукраинском комитете изобразительного искусства, где участвовал в разработке положений реформы художественного образования на всех уровнях. В то же время он был одним из основателей Кустарного товарищества, Первой артели художников, первым секретарем Профсоюза художников Киева и соучредителем Украинского агитпроповского движения, для которого создавал рисунки к революционным праздникам, участвовал в работе Агитационно-санитарного поезда в составе 12-й армии, рисовал эскизы к оформлению клубов и плакаты для Госиздата. С 1922 по 1930 год вместе с Владимиром Татлиным и Вадимом Меллером Богомазов преподавал в Киевском институте пластических искусств на педагогическом (музейном отделе) и живописном факультетах. В сентябре 1922 года художник был избран профессором станковой живописи. В 1927 году он стал одним из основателей Ассоциации революционных мастеров Украины, и в том же году принял участие во всеукраинской выставке «Десять лет Октября», которая проходила в Харькове, Киеве и Одессе.
Александр Богомазов умер 3 июня 1930 года в Киеве от туберкулёза, который приобрёл ещё в годы революции. Похоронен на Лукьяновском кладбище. После смерти художника был создан общественный комитет по сбору средств и увековечению его памяти. Все собранные средства были переданы на строительство самолёта «За власть советов» и на культурную работу в колхозе по месту рождения художника. Через несколько месяцев после смерти работы Богомазова поехали в составе «Выставки образцовых произведений искусства СССР» в Венецию (1930) и Цюрих (1931). Однако вскоре его имя и творческое наследие было вычеркнуто из истории советского искусства. Вновь интерес к творчеству Богомазова возник во время хрущёвской оттепели, а первая после забвения выставка состоялась в 1966 году в Киеве в Республиканском Доме литераторов.

## Творчество

### Выставки
- 1908 — Киев, участие в выставке «Звено»
- 1913 — Киев, участие в выставке группы «Кольцо»
- 1930 — Венеция, в составе «коллекции образцовых произведений художников СССР»
- 1931 — Цюрих, в составе «коллекции образцовых произведений художников СССР»
- 1966 — Киев, небольшая персональная выставка в Киевском Доме Литераторов.
- 1991 — Загреб, в составе выставки «Ukrainian Avant-garde of 1910s-1930s / Ukrajinska Avangarda 1910—1930. Muzej Suvremene Umjetnosti, Zagreb, Croatia» 16.12.1990 — 24.02.1991
- 1991 — Тулуза, Centre régional d’art contemporain Midi-Pyrénées, Toulouse
- 1992 — Киев, выставка (задуманная к 100-летию со дня рождения) в Музее Украинского Искусства
- 2008 — Санкт-Петербург, Русский музей[7][8][10][19][21]
- 2019 — Киев, большая персональная выставка «Александр Богомазов: творческая лаборатория», Национальный художественный музей Украины.

### Работы

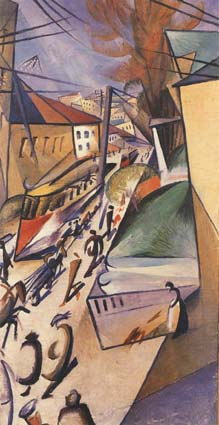
«Трамвай». 1914. Холст, масло. Частная коллекция
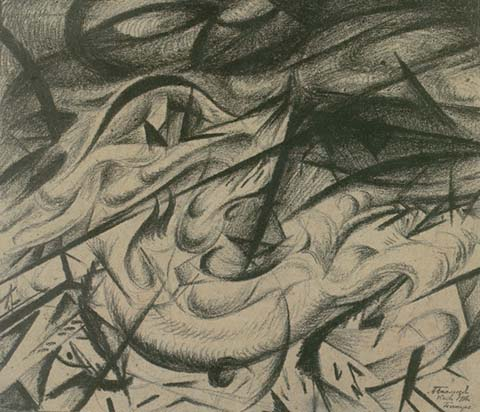
«Пожар в Киеве». 1916. Бумага, уголь. Национальный художественный музей Украины (НХМУ), Киев
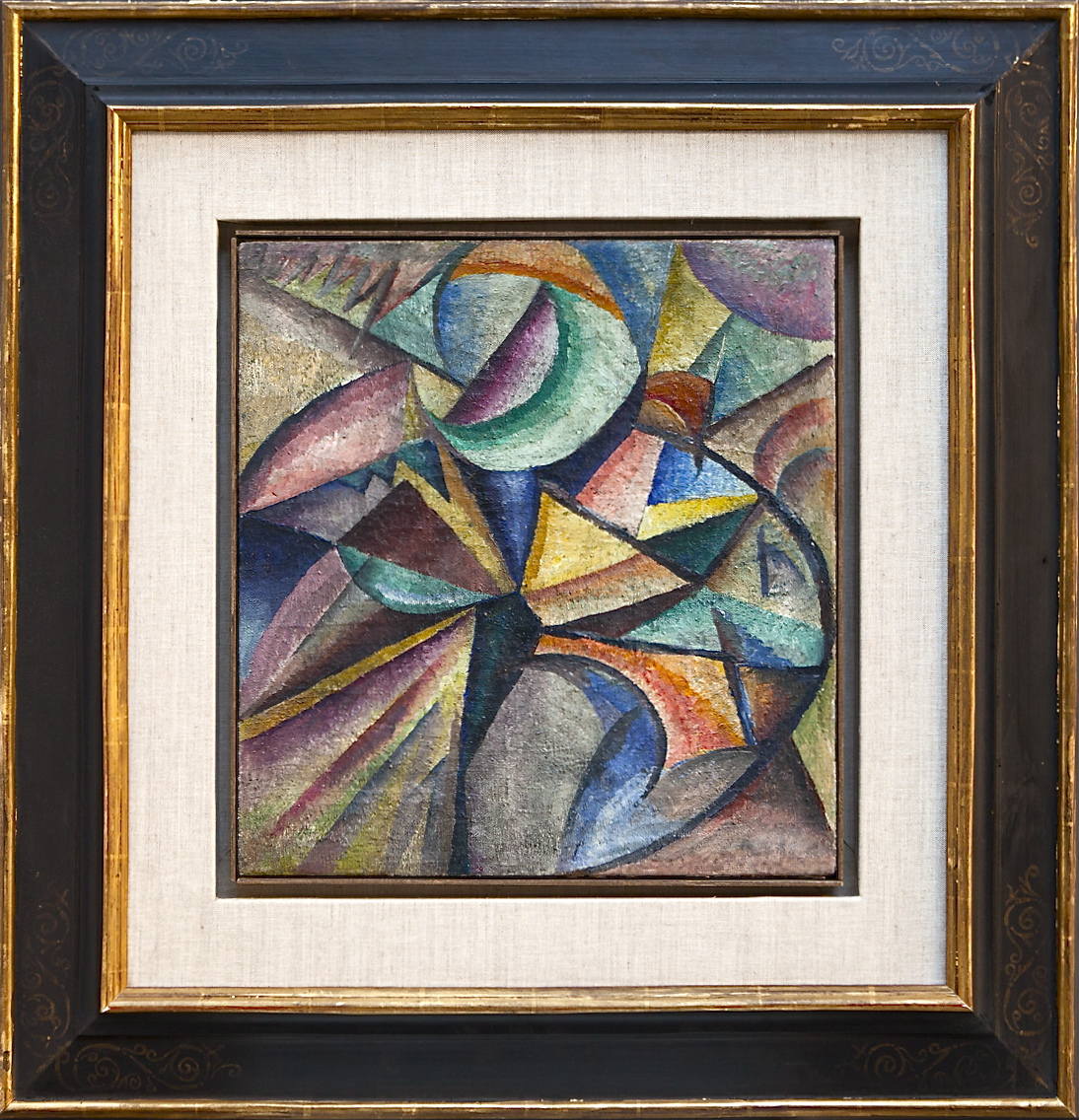
«Composition № 2» 1914—1915. Центр изобразительных искусств имени М.Т. Абрахама
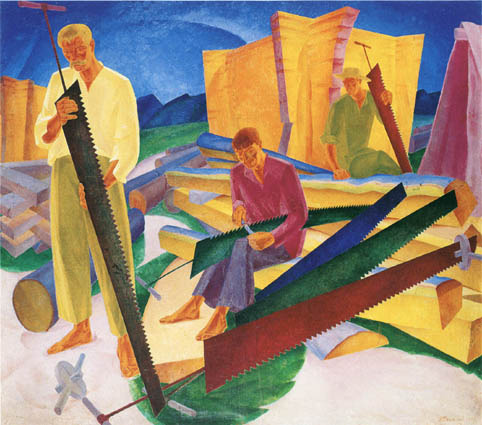
«Правка пил». 1927. Холст, масло
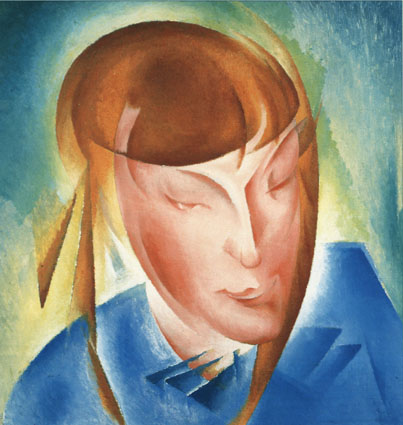
«Портрет дочери». 1928. Холст, масло

## Память
В августе 2018 года его именем была названа улица в Москве на территории бывшего завода ЗИЛ среди других улиц в честь художников и архитекторов.
В 2019 году в честь Богомазова была переименована Калиновая улица в Соломенском районе Киева — одна из двух в городе (другая находится в Шевченковском районе).